# Hirundo smithii

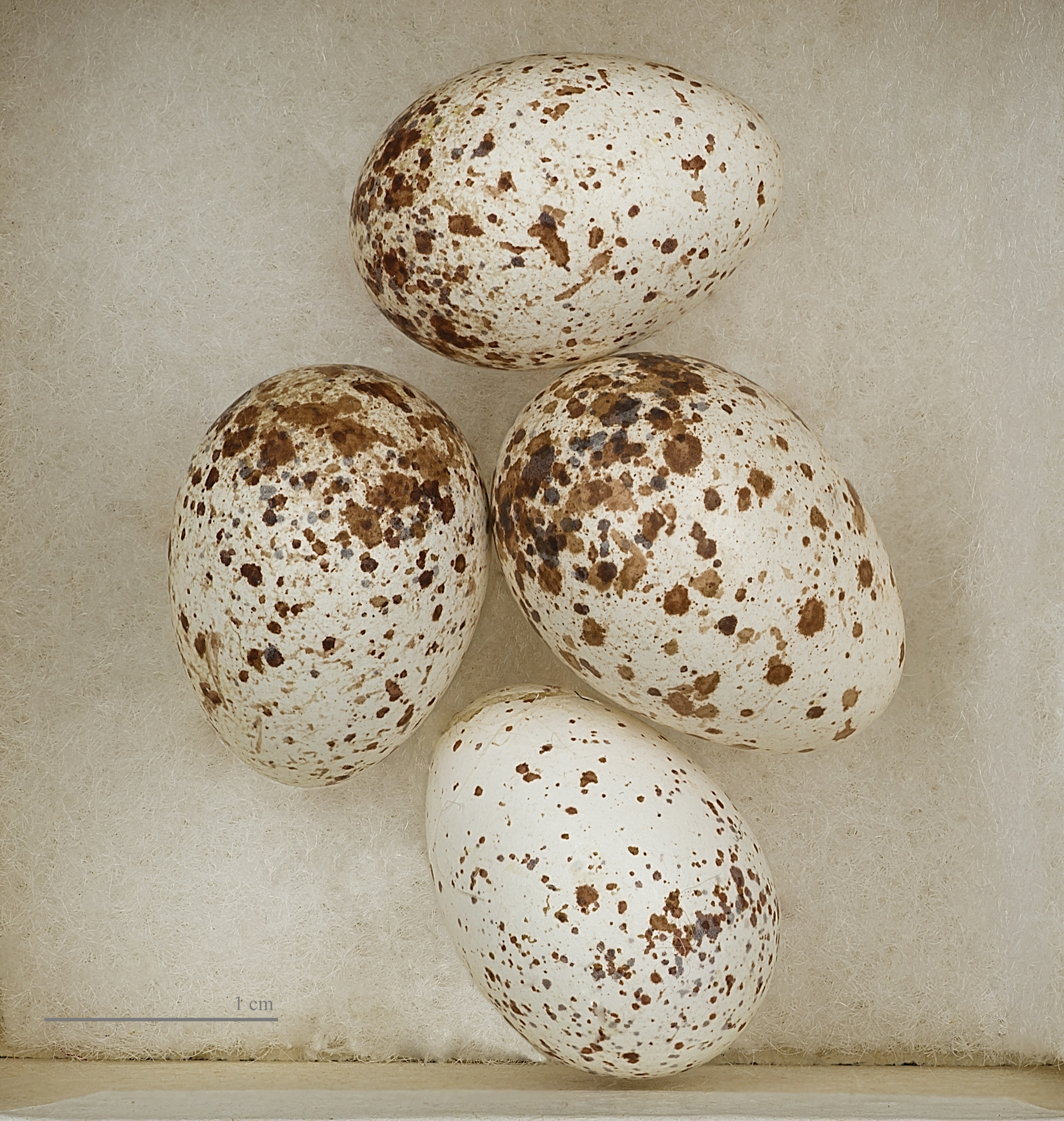
Huevos de Hirundo smithii

La golondrina colilarga (Hirundo smithii) es una especie de ave paseriforme de la familia Hirundinidae propia de Asia y África. Esta golondrina es similar en hábitos y apariencia a otros insectívoros aéreos, como los aviones (relacionados con ella) y los vencejos, del orden Apodiformes. La golondrina cola de cerdas se reproduce en África, al sur del Sahara y en el sur de Asia, donde hay clima tropical, desde la India al sudeste del continente. Es residente principalmente, pero las poblaciones en Pakistán y el norte del país ya citado migran hacia el sur en invierno. Además, suele ser una especie vagabunda en Sri Lanka.
Esta ave se encuentra en tierras abiertas cercanas al agua y poblaciones humanas. Las golondrinas cola de cerdas son voladoras rápidas y por lo general se alimentan de insectos, en especial moscas, en pleno vuelo. Se las ve típicamente volar en forma rasante sobre el agua; son las golondrinas más asociadas con este elemento. Los nidos, en forma de recipiente, se fabrican con barro y ramas que recolectan estos pájaros. Se sitúan en superficies verticales cerca del agua, en salientes de acantilados o más comúnmente, en estructuras hechas por el hombre, como edificios y puentes. Suelen poner de tres a cuatro huevos en África y hasta cinco en Asia. Estas aves construyen el nido en solitario, a diferencia de muchas otras especies de golondrina, que tienden a formar colonias.

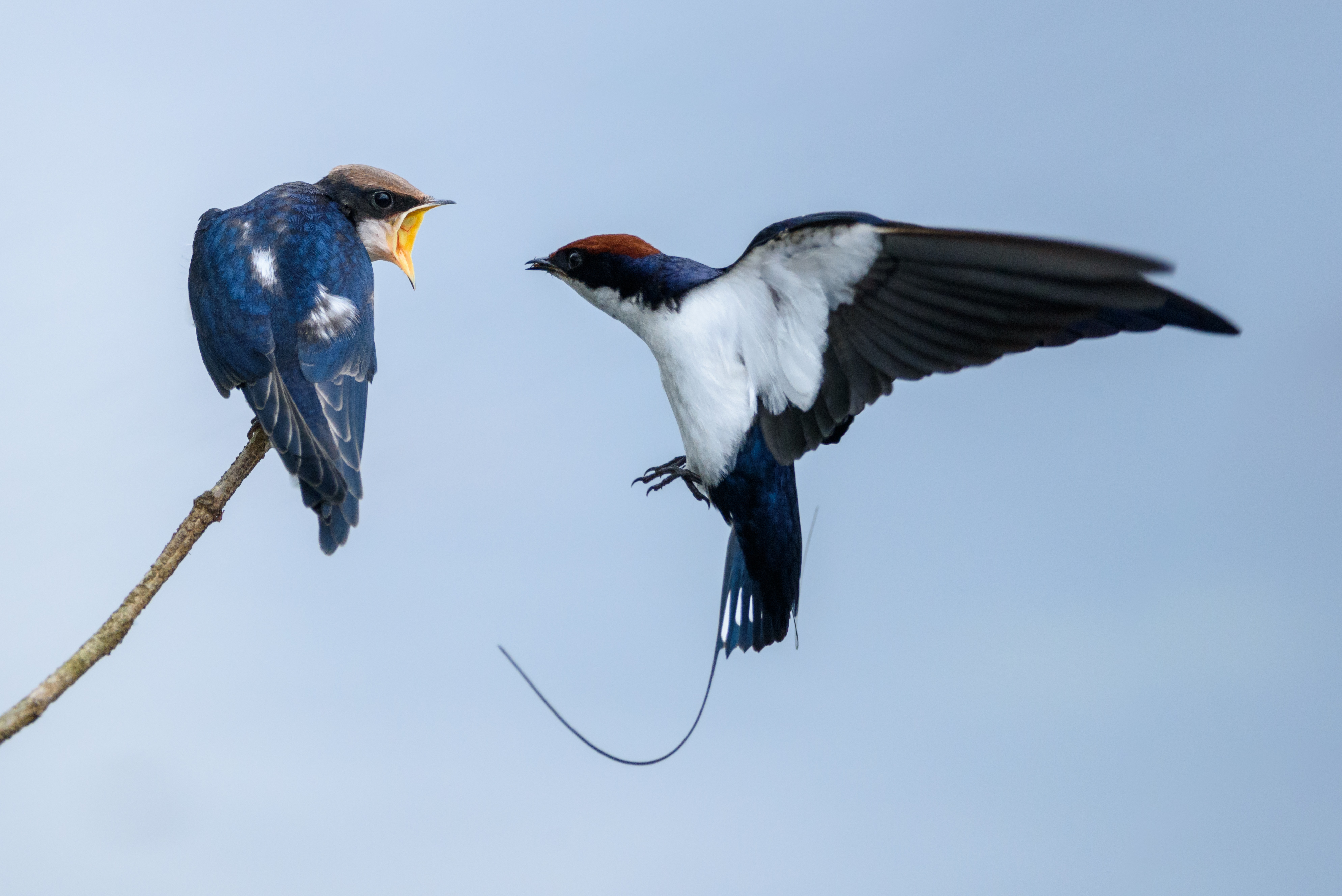
Hirundo smithii alimentando su cría

Esta especie mide 14 cm de longitud. Sus partes superiores son de un azul brillante, excepto por una corona color castaño y manchas blancas en la cola. La parte baja es blanca, aunque las plumas de vuelo son oscuras. Posee una máscara azul que recubre sus ojos. La especie recibe su nombre de las largas y filamentosas plumas de su cola, que caen alrededor como dos cables. Ambos sexos son muy similares en apariencia, pero la hembra tiene una cola más corta. Los jóvenes tienen una corona, parte superior y cola marrones. Una subespecie africana, H. s. filifera, es de mayor tamaño y tiene una cola más larga que la subespecie nominal. El nombre científico de esta ave es en homenaje a Chetien Smith, un botánico noruego que fue miembro de la expedición británica al Río Congo en 1816, liderada por James Kingston Tuckey.